# Szlarnik pustelniczy
Szlarnik pustelniczy (Zosterops murphyi) – gatunek małego ptaka z rodziny szlarników (Zosteropidae). Występuje endemicznie na wyspie Kolombangara w grupie wysp Nowa Georgia należącej do Wysp Salomona. Nie jest zagrożony wyginięciem.

## Systematyka
Gatunek ten po raz pierwszy zgodnie z zasadami nazewnictwa binominalnego opisał niemiecki przyrodnik Ernst Hartert w 1929 roku na łamach „American Museum Novitates”. Autor nadał gatunkowi nazwę Zosterops murphyi, a jako miejsce typowe podał wyspę Kulambangra.
Ostatnie badania genetyczne wskazują, że jest on gatunkiem siostrzanym ze szlarnikiem papuaskim (Zosterops griseotinctus). Nie wyróżnia się podgatunków.

### Etymologia
- Zosterops (Fosterops): gr. ζωστηρ zōstēr, ζωστηρος zōstēros „pas”; ωψ ōps, ωπος ōpos „oko”[12].
- murphyi: na cześć amerykańskiego ornitologa Roberta Cushmana Murphy’ego (1887–1973)[13] (This Zosterops is named in honor of Doctor Robert Cushman Murphy, in charge of the Whitney Expedition, to whom we are all indebted for many courtesies[5]).

## Morfologia
Mały ptak o szpiczastym, zakrzywionym, stosunkowo dużym i długim jasnobrązowym dziobie. Nogi i stopy szare. Tęczówki brązowe. Nie występuje dymorfizm płciowy. Wokół oczu charakterystyczne, dosyć duże, białe obrączki oczne, które od strony dzioba są przerwane czarną plamką. Od dzioba do oczu i pod nimi czarniawe zabarwienia. Górna część głowy, kark i grzbiet żółtawo-oliwkowozielone. Policzki, gardło, górna część piersi, spód brzucha i pokrywy podogonowe żółte, boki zielonkawożółte. Ogon brązowy z oliwkowymi krawędziami. Młode osobniki nie zostały opisane. Długość ciała 13–14 cm. Masa ciała 14 g.

## Zasięg występowania
Zasięg występowania (EOO, Extent of Occurrence) według szacunków organizacji BirdLife International obejmuje tylko około 110 km². Szlarnik pustelniczy występuje tylko na wyspie Kolombangara w grupie wysp Nowa Georgia na Wyspach Salomona. Występuje najczęściej na terenach położonych na wysokości od 950 m n.p.m. do ponad 1600 m n.p.m., chociaż był także obserwowany niżej – na wysokości 660 m n.p.m. W zakresie wysokości 950–1350 m n.p.m. jego zasięg występowania pokrywa się ze szlarnikiem nadobnym (Zosterops kulambangrae).

## Ekologia
Gatunek ptaka, którego habitatem jest las mglisty. Dieta tego gatunku składa się głównie z małych owoców i owadów. Żeruje w górnych partiach lasu, głównie na wysokości ponad 5 m nad ziemią. Spotykany jest w dużych stadach dochodzących do 100, a nawet więcej osobników. Obserwowano wspólne żerowanie z loriką zieloną (Vini meeki) i  miodówką krasnorzytną (Myzomela eichhorni). Długość pokolenia jest określana na 3,5 roku.

### Rozmnażanie
Ptaki z powiększonymi gonadami obserwowano w październiku i listopadzie. Znalezione w październiku 1974 roku gniazdo umieszczone było 1,5 m nad ziemią na krzewie o wysokości 1,8 m rosnącym na wysokości 1620 m n.p.m. Miało postać niewielkiej otwartej miseczki o średnicy i głębokości około 5 cm, zbudowanej z maleńkich suchych gałązek. Znajdowały się w nim dwa nieopierzone pisklęta.

## Status zagrożenia
W Czerwonej księdze gatunków zagrożonych Międzynarodowej Unii Ochrony Przyrody szlarnik pustelniczy jest klasyfikowany jako gatunek najmniejszej troski (LC, ang. Least Concern). Liczebność populacji nie została oszacowana; powyżej 900 m n.p.m. nie jest to ptak rzadki. Trend populacji uznawany jest za spadkowy ze względu na niszczenie i fragmentację naturalnego habitatu.